# USS Columbus (1819)
USS Columbus – amerykański okręt liniowy, wyposażony w 74 działa.